# Mae Giraci
Mae Georgia Giraci (22 de enero de 1910-10 de enero de 2006), también conocida como May Giraci, May Garcia, May Geraci, May Giracci, May Giracia y Tina Rossi, fue una actriz infantil estadounidense que apareció en películas de cine mudo entre 1915 y 1929.
Giraci nació en Los Ángeles. Fue descubierta por el director Cecil B. DeMille y trabajó con él y su hermano William C. DeMille. Murió de cáncer colorrectal en 2006.

## Filmografía seleccionada
- Casey at the Bat (1916)
- The Children of the Feud (1916)
- A Daughter of the Poor (1917)
- Cheerful Givers (1917)
- A Strange Transgressor (1917)
- For Better, for Worse (1919)
- The Lady of Red Butte (1919)
- The World and Its Woman (1919)
- The Son of Tarzan (1920)
- The Cheater (1920)
- The Prince Chap (1920)
- Reputation (1921)
- Miss Lulu Bett (1921)
- Lorna Doone (1922)
- Secrets (1924)
- The Godless Girl (1929)